# Koreansk viol
Koreansk viol, även cyklamenviol (Viola grypoceras) är en art i familjen violväxter som förekommer i östra Asien. Arten odlas som trädgårdsväxt i Sverige.